# Slutty Pumpkin
"Slutty Pumpkin" es el sexto episodio de la primera temporada de How I Met Your Mother. Se estrenó el 24 de octubre de 2005.

## Trama
Marshall y Lily están emocionados por Halloween, y han recibido sus disfraces en el mail. Marshall ha decidido vestirse como Jack Sparrow, y Lily como un gran loro. Esperan ganar la competencia de disfraces en el bar y ganar el premio de un certificado de $50 al haber gastado $100 dólares en cada disfraz. Invitan a Robin y su nuevo novio Mike. Aunque Robin les dijo que ella ni Mike se disfrazarían, Mike aparece vestido como Hansel, y le pregunta a Robin por qué no está vestida como Gretel. Van al bar McLaren, y Lily se da cuenta de que Robin no parece estar interesada en Mike, aunque Mike está obviamente interesado en ella. Lily le dice a Robin que, para evitar perder a Mike, tiene que hacer cosas "de pareja" como compartir comida, darse la mano, etc., y no darle a Mike señales equivocadas. Robin intenta, pero no tiene éxito, y Mike termina con ella. Marshall y Lily ganan el concurso de disfraces.
Ted pasa Halloween esperando por su "calabaza putilla" que conoció en 2001. A Ted realmente le gusta esta chica, pero perdió su número telefónico cuando Lily dio el Kit Kat que tenía el teléfono de la chica. Todo lo que sabe sobre esta chica es que estudia pingüinos y disfruta haciendo una bebida que combina Kahlúa y cerveza. Cada año espera en la misma fiesta, vestido con el mismo disfraz, esperando que aparezca la chica. 
Barney quiere que vayan a una fiesta de Victoria's Secret, pero Ted se queda en la fiesta, incluso a pesar que la chica no aparece. (En un momento pensó que apareció, pero era Barney, quién tenía su tercer disfraz de la noche, tratando de engañarlo como un pingüino y haciendo la bebida que hace la chica). Ted finalmente se rinde y va a la azotea para pensar. Robin, sabiendo que él estaría allí arriba, va a la azotea, y se sienta y habla con él por un rato.

## Música
- Kenny Loggins - "Danger Zone"
- Nada Surf - "Inside of Love"